# آرنولد شولس
آرنولد شولس (آلمانی: Arnold Schulz؛ زادهٔ ۲۵ ژانویهٔ ۱۹۴۳) بازیکن والیبال اهل آلمان شرقی بود.